# 32315 Clarezhu
32315 Clarezhu este o planetă minoră (asteroid), cu un diametru de 3,446 km, din centura de asteroizi. A fost descoperită pe 24 august 2000 la Experimental Test Site⁠(d) de Lincoln Near-Earth Asteroid Research. 
Obiectul prezintă o orbită caracterizată de o semiaxă mare de 2,8951577 UAi, o excentricitate de 0,03, o înclinație de 1,70425 ° în raport cu ecliptica.